# Hunter Valentine
Hunter Valentine est un groupe féminin de rock indépendant canadien, originaire de Toronto, en Ontario. La formation musicale est composée de Kiyomi McCloskey au chant et à la guitare, Laura Petracca à la batterie, Veronica Sanchez à la basse et Somer Binghamm au clavier. Le groupe a, à son actif, deux albums studio, sortis respectivement en 2007 et 2010.

## Biographie
Le groupe est formé en 2004 à Toronto, en Ontario. Elles signent avec le label True North Records à la fin 2006, et publient un premier album, The Impatient Romantic le 10 avril 2007. Hunter Valentine a aussi fait partie du staff du Buck's Rock Performing and Creative Arts Camp de New Milford, dans le Connecticut. À la fin 2009, le groupe auto-finance un album sept titres avec Ian Blurton sorti chez True North Records.
La chanteuse du groupe Kiyomi McCloskey et la claviériste Somer Bingham participent à la troisième saison de l'émission The Real L Word (2010-2012), la formation musicale apparait à plusieurs reprises au cours de la saison. En 2013, elles rejoignent Cyndi Lauper pour sa tournée She's So Unusual: 30th Anniversary Tour. En juillet 2014, Hunter Valentine participe au Vans Warped Tour. En 2014 toujours, le groupe est, avec entre autres Iggy Azalea, Eve et Tegan and Sara, l'une des têtes d'affiche du festival lesbien californien, le Dinah Shore.

## Discographie
- 2005 : Hunter Valentine EP

1. Break this
2. Fight
3. Van City
4. Rotting Love Guts

- 2007 : The Impatient Romantic

1. Typical
2. Staten Island Dream Tour
3. Break This
4. Van City
5. Jimmy Dean
6. Wait and See
7. The Problem With Devotion
8. Rotting Love Guts
9. My Private Battle
10. Lying Through Her Teeth
11. Judy

- 2010 : Lessons From The Late Night

1. The Stalker
2. Treadmills Of Love
3. Revenge
4. Scarface
5. Barbara Jean
6. She Only Loves Me When She's Wasted
7. A Youthful Existence

- 2012 : Collide and Conquer

1. Liar Liar
2. Lonely Crusade
3. The Pulse
4. Crying
5. Little Curse (shit happens)
6. Nowhere to Run
7. This Bull Rides Tonight
8. Gates of Hell
9. Ted's Collision
10. Priscilla
11. The Great Canadian Love Song